# تباعد الأسرة
تباعد الأسرة أو القطيعة الأسرية (بالانجليزية: Family estrangement) هي فقدان العلاقة الموجودة سابقًا بين أفراد الأسرة، من خلال التباعد الجسدي و/ أو العاطفي، غالبًا إلى الحد الذي لا يُذكر أو لا يوجد اتصال بين الأفراد المعنيين لفترة طويلة.
قد تنتج القطيعة الأسرية 
من التفاعلات المباشرة بين المتضررين، بما في ذلك الصدمة النفسية للعنف المنزلي، والإساءة، والإهمال، وسوء السلوك الأبوي مثل الغضب المتكرر أو الخلافات الزوجية الشديدة والخلافات، واضطرابات التعلق، والقيم والمعتقدات المختلفة، وخيبة الأمل، وأحداث الحياة الكبرى أو التغيير، أو ضعف التواصل. وقد ينتج أيضًا عن تدخل أو تدخل طرف ثالث.
غالبًا ما تكون القطيعة الأسرية غير مرغوب فيها أو تعتبر غير مرضية من قبل طرف واحد على الأقل من الأطراف المعنية.

## نظرة عامة
القطيعة الأسرية هي علاقات محطمة بين الآباء والأجداد والأشقاء والأطفال وأبناء العم وغيرهم. على الرغم من أن القطيعة الأسرية يمكن أن تبدأ في أي مرحلة من مراحل الحياة، فإنها غالبًا ما تبدأ في أواخر مرحلة المراهقة أو بداية البلوغ. قد تشمل خصائص القطيعة نقص التعاطف لدى واحد أو أكثر من الأطراف المعنية. يمكن أن يؤدي هذا إلى ارتفاع مستويات التوتر في جميع الأطراف، على الرغم من أنه في حالة العلاقة المسيئة، قد تشعر الضحية بإحساس بالارتياح بمجرد إزالة مصدر التوتر.
نسبة كبيرة من القطيعة تشمل طرفًا ثالثًا،  مثل أحد أفراد الأسرة الممتدة أو زوج / زوجة الطفل البالغ. في بعض الحالات، يقدم الطرف الثالث دعمًا عاطفيًا للفرد الذي يبدأ في القطيعة، ويزود المنفصل بنظام دعم اجتماعي بديل وبالتالي تمكينه من تعميق القطيعة. في حالات أخرى، يكون الطرف الثالث - سواء عن قصد أو بغير وعي - هو في الواقع السبب الوحيد أو الأساسي لانفصال اثنين من أفراد الأسرة.
قد يحاول الشخص المرفوض، أو المنفصل، أو لا يحاول عددًا من الاستراتيجيات لإصلاح الصدع. في بعض الحالات، قد يؤدي تحمل المسؤولية والتعويض عن الكلمات القاسية أو الظروف الصعبة إلى تحسين العلاقة. ومع ذلك، إذا كان الاغتراب ناتجًا عن نمط سلوكي (مثل اضطراب الشخصية) بدلاً من سلسلة من أحداث الحياة المؤسفة، فمن المشكوك فيه أن تستمر العلاقة بأي شكل ذي معنى.[بحاجة لمصدر]
في بعض الحالات، يحدد منشئ القطيعة حدودًا من أجل الحفاظ على اتصال محدود (وبالتالي الحد من الضرر العاطفي) مع الشخص الذي يعتبرونه معتديًا محتملاً. في حالات أخرى، يكون البادئ غير قادر أو غير راغب في النظر في أي نوع من التسوية.

### الآثار الصحية
على الرغم من أن الصحة النفسية والجسدية للطرف المرفوض قد تتدهور، إلا أن البادئ في القطيعة قد يتحسن بسبب توقف الإساءة والصراع. الرفض الاجتماعي في اغتراب الأسرة هو ما يعادل النبذ الذي يقوض أربعة احتياجات إنسانية أساسية: الحاجة إلى الانتماء، والحاجة إلى السيطرة في المواقف الاجتماعية، والحاجة إلى الحفاظ على مستويات عالية من احترام الذات، والحاجة إلى الشعور وجود ذو مغزى. وتعاني الأطراف المرفوضة من عواقب نفسية سلبية مثل الشعور بالوحدة وتدني احترام الذات والعدوان والاكتئاب.
تؤدي القطيعة الأسرية إلى تنشيط استجابة الحزن، وذلك لأن الأشخاص الذين عانوا من ذلك كثيرًا ما يرون أنها خسارة لم يكونوا مستعدين لها وحدثت بشكل غير متوقع. ومع ذلك، قد لا تصل الأسرة المرفوضة إلى مرحلة الحزن النهائية للقبول، نظرًا لأن الموت الاجتماعي للعلاقة يمكن عكسه. معاناة الطرف المرفوض لفترات طويلة، إلى جانب وصمة العار المتصورة أو الحقيقية بأنه مرفوض من أحد أفراد الأسرة، تؤدي إلى العزلة والتغييرات السلوكية عند الطرف المرفوض.
الأخصائيون الاجتماعيون الذين يعملون مع السكان المسنين هم في طليعة التداعيات الجديدة من القطيعة الأسرية. أعضاء الأسرة غير الداعمين أو الغائبين في مرحلة شيخوخة شخص ما يزيد بشكل حاد من الألم والتوتر في الأيام الأخيرة.

### الثقافة
إن فصل الشباب عن عائلاتهم من أجل تكوين أسر خاصة بهم هو جزء من التطور البشري الطبيعي. وفقًا لنظرية بوين، يمكن تحقيق هذا الفصل بطريقة صحية وتدريجية تحافظ على العلاقات بين الأجيال للعائلة الأصلية، مما يوفر لكل من الأسرة الجديدة والعائلة الأصلية شعورًا بالاستمرارية والدعم. بالتناوب، يمكن للانقسام أن يفرق بين مراحل الحياة هذه. يقع القطيعة العائلية في الفئة الثانية.
يُنظر إلى التركيز على الفرد على وحدة الأسرة الجماعية على أنه يساهم في القطيعة، وكذلك سببًا منطقيًا للقطيعة.
في الثقافات الفردية، يبرر المنفصل القطيعة عادة فيما يتعلق بالاعتداء العاطفي أو الجسدي أو الجنسي. قد يرى منفصلون آخرون الافتقار إلى الدعم العاطفي أو تضارب القيم كمبرر، أو قد يلومون الشخص الآخر على تعاسته. غالبًا ما يتلقى المنفصلون الذين عانوا من سوء المعاملة دعمًا عاطفيًا لأنه قد يكون من الأسهل عليهم التعبير عن تجربتهم وجعل الآخرين يفهمونها.
بالنسبة لبعض ضحايا الإيذاء النفسي أو العاطفي، فقد حدث الضرر على مدى فترة طويلة من الزمن من خلال نمط مميز من الإساءة الخفية التي يمكن إنكارها. بالنسبة لهؤلاء الأشخاص، قد لا تظهر عملية الدعم بأي شكل ذي معنى ما لم تكن مساعدة احترافية. قد يصبح المنفصلون أيضًا أقل قبولًا اجتماعيًا بسبب ضعف التنظيم الذاتي، وهو رد فعل على الرفض الاجتماعي.

## الأسباب المساهمة
على الرغم من أن العمل من خلال المشكلات المجهدة في التواصل والاعتبار والتعاطف يمكن أن يكون آلية تأقلم صحية، إلا أن الجهد قد يكون صعبًا.

### تضارب القيم أو الهوية
قد يتسبب التوجه الجنسي لأحد أفراد الأسرة، أو اختيار الزوج، أو الهوية الجنسية، أو الإعاقة، أو الدين، أو عدم وجود ذلك، في شعور الطرف المنفصل بأنه محكوم عليه، أو غير محبوب، أو غير مقبول، مما يؤدي إلى الشروع في القطيعة أو قد يتسبب في تبرئة الوالدين من طفلهما. تعد اختيارات الحياة فيما يتعلق بالتعليم والمهنة والجغرافيا موضوعات أخرى يحتمل أن تكون مشحونة عاطفياً وتعكس القيم الاجتماعية.
العمل من خلال المشاعر للوصول إلى فهم يستوعب الفرد داخل وحدة الأسرة يتحدى إحساس كل فرد بالهوية كجزء من المجتمع. عندما يصنف فرد أو أكثر من أفراد الأسرة توقعاتهم وعواطفهم على أنها أكثر أهمية من تلك الخاصة بفرد آخر من العائلة، تصبح المحادثة لعبة محصلتها صفر. يُعرف هذا بالفخ الاجتماعي في علم النفس الاجتماعي، وهو الموقف الذي تؤدي فيه العواقب طويلة المدى للقرارات إلى خسارة تراكمية لجميع الأطراف. في هذه الحالات، تكون القطيعة أكثر احتمالا من الإقامة. 

### الطلاق
جرى الاستشهاد بالطلاق بوصفه سبباً من أسباب القطيعة من 12.3٪ من الآباء و2.3٪ من الأطفال في إحدى الدراسات. العائلات المطلقة ممثلة بشكل كبير بين الأشخاص الذين يعانون من القطيعة بين الوالدين والطفل.

### أساءة التعامل مع الأطفال
جرى الاستشهاد بإساءة معاملة الأطفال على شكل إساءة عاطفية أو نفسية أو جنسية أو جسدية من 13.9٪ من الأطفال الذين بدأوا القطيعة مع أحد الوالدين أو كليهما كسبب للقرب. علاوة على ذلك، أقر 2.9٪ من الآباء المنفصلين عن ذويهم بفشلهم في منع الإساءة. سوء المعاملة من الأشقاء هو عامل في بعض القطيعة بين الأشقاء.

### تعاطي المخدرات
إن تعاطي العقاقير والكحول، من جانب المنفصل أو المنفصل منه، من الأسباب الشائعة للتوتر الأسري وما ينتج عنه من انفصال. يعتبر التشرد المجال الأكثر تنبؤية للاغتراب الاجتماعي لكل من الاعتماد على الكحول والمخدرات.

### المرض العقلي
يرتبط اضطراب الكرب التالي للصدمة النفسية مع قطيعة الأسرة. كل من أعراض اضطراب ما بعد الصدمة وفشل أفراد الأسرة في تقديم الدعم الكافي يمكن أن يسهم في القطيعة. خلصت الدراسات التي أجريت على الجنود المصابين باضطراب ما بعد الصدمة إلى أن العائلات التي تعاني من اضطراب ما بعد الصدمة تحتاج إلى مزيد من الدعم لتسهيل الشفاء ومنع القطيعة.

### التقلبات الشخصية
تتسبب اضطرابات الشخصية، ولا سيما اضطرابات الشخصية العنقودية ب (اضطراب الشخصية المعادية للمجتمع، واضطراب الشخصية الحدية، واضطراب الشخصية الهستيرية، واضطراب الشخصية النرجسية) في صراعات شخصية كبيرة. يعاني المصابون عادة من علاقات متقلبة وقد يكونون غريبين ومبعدين عدة مرات طوال حياتهم. 

### خيانة الأمانة
من الخلافات حول الميراث إلى الإهانات المتصورة في الأماكن العامة، يمكن للشعور بالخيانة أن يضعف روابط الثقة في الأسرة. وفقًا لعالم النفس التنموي إريك إريكسون، الثقة هي أساس أي علاقة.

## تفسيرات
هناك عوامل نفسية أساسية تفسر قطيعة الأسرة وراء المنطق السطحي للسيناريو.

### نظرية بوين
في نظرية أنظمة عائلة بوين، يعتبر الانقطاع العاطفي والتجنب من آليات التأقلم غير الصحية للتعامل مع القلق والتوتر. تمثل آليات المواجهة هذه الأنظمة العاطفية والفكرية التي يتم دمجها بدلاً من التمايز، بحيث تطغى العواطف على عملية التفكير الموضوعي وتحكم السلوك. يرتبط التمايز السيئ بمشاكل العلاقة المستمرة في الحياة. يعتبر التمايز الضعيف أيضًا معديًا لأنه قد يسبب التوتر لدى الآخرين. يرتبط التمايز العالي بالاعتماد المتبادل العاطفي والتعاون متعدد الأجيال. يحدث التثليث عندما يدخل طرف ثالث في الديناميكية. ومع ذلك، فإن طرفًا ثالثًا قد يزيد التوتر ويطلق التمرد.

### الضحية - المضطهد - المنقذ
مثلث كاربمان الدرامي هو نموذج للسلوكيات الاجتماعية المختلة. يحاول المضطهد نقل اللوم أو المسؤولية عن أفعاله إلى شخص آخر، ويقدم المنقذ المساعدة للضحية بطريقة تعزز التبعية، ويشعر الضحية بالضحية والعجز والخجل.

### النمو الذاتي
منذ أواخر القرن العشرين فحسب، جرى تأطير القطيعة العائلية، عادة من قبل المنفصلين بدلاً من أفراد الأسرة المبعدين قسريًا، كعلامة على نموهم الشخصي. يمثل هذا تحولًا مؤخرًا من الأسر كمصدر للالتزامات الأخلاقية والدعم المادي للأشخاص الذين يرون أسرهم كأدوات لزيادة سعادتهم الفردية وتأكيد هوياتهم. قد يقول الأشخاص في هذه العقلية أن اختيارهم يعد "شجاعة أكثر من كونه مسايرة التجنب أو أنانيه".

## التكاليف والفوائد
في حالة قطيعة أحد الوالدين والطفل، حيث يكون الطفل البالغ عادةً هو المنفصل، قد يتلقى الطفل البالغ مزايا مثل الشعور باكتساب القوة داخل العلاقة، أو الحرية، أو السيطرة. لا يعاني الوالدان المنفصلان من أي فوائد ولكنهما يعانيان من وصمة العار الاجتماعية ومشاعر الخسارة.

## المصالحة
المصالحة وحل النزاع ممكنان في بعض الحالات. إن قرار "عيش الحياة"، وعدم السعي إلى التحقق العاطفي من جعل الأطراف الأخرى تتفق بشأن ما حدث في الماضي، يساعد بعض الأشخاص على بناء علاقة وظيفية، وإن كانت محدودة في بعض الأحيان. قد يتضمن ذلك وضع حدود بشكل تعاوني، على سبيل المثال، بحيث يتفق جميع الأطراف على عدم مناقشة موضوع صعب بشكل خاص. على سبيل المثال، قد يضع الآباء وأطفالهم البالغين حدودًا معًا حول عدد المرات التي يريدون فيها التواصل أو المعلومات التي يجب اعتبارها خاصة.
تشمل محفزات المصالحة التغييرات في حالة الأسرة بسبب الوفاة أو الطلاق، والمخاوف بشأن الصحة والموت، وتطوير منظور أوضح للوضع الأصلي عبر مرور الوقت.

## العائلات البديلة
قد يستخدم كل من المنفصل والمبعد العلاقات الاجتماعية والعملية لإنشاء أسر بديلة. توفر مجموعات الدعم والمنظمات العاطفية الأخرى أيضًا قناة للطاقة العاطفية من المشكلات التي لم تحل مع الوالدين والأشقاء وأفراد الأسرة الآخرين. أن تصبح شغوفًا بقضية أو هواية هو آلية أخرى للتكيف، تسمى التعلية في الطب النفسي .

## أنظر أيضا
- عداء الإخوة داسلر
- الغياب
- نظرية التعلق
- انكار النسب
- الانفصال العاطفي
- النفور من الآباء
- العقاب النفسي
- التجنب
- الرفض الاجتماعي
- الحيل الدفاعية